# المعهد الوطني للموسيقى (عمان)

المعهد الوطني للموسيقى معهد موسيقي أردني غير ربحي، تأسس في عمّان عام 1986 ليوفر الخبرات الموسيقية من خلال خطة في التربية الموسيقية والمنح الأكاديمية وتطوير مجموعات أدائية. يتمتع المعهد بعلاقات متينة مع المؤسسات الموسيقية المحلية والعربية والدولية، ويحظى بدعم دائم من أمانة عمان الكبرى.
يُشار بالذكر إلى أنه قد تأسست أوركسترا في عام 1993 من رحم الأوركسترا التابعة للمعهد الوطني للموسيقى، وهي أوركسترا عمان السيمفوني، والتي تعدّ ثالث أقدم أوركسترا عربية.

## وصلات خارجية
- صفحة المعهد على فيسبوك